# Râul Valea între Fânețe
Râul Valea între Fânețe este un curs de apă, afluent al râului Cenade. 

## Hărți
- Harta Munții Apuseni
- Harta Județul Alba